# بني مزلين
بني مزلين هي إحدى بلديات ولاية قالمة الجزائرية.